# Darla Haun
Darla Lynn Haun (geborene Slavens; * 10. November 1964 in Los Angeles, Kalifornien) ist eine US-amerikanische Schauspielerin, TV-Moderatorin und Model.

## Leben
Darla Haun besuchte die Highland Hall Waldorf School in Los Angeles und absolvierte danach eine Schauspielausbildung an der New York Film Academy in Los Angeles. Ihre Schauspielausbildung beendete sie als Bachelor in Theatre mit Auszeichnung. Sie besitzt außerdem einen Master-Abschluss im Fach „Spiritual Psychology“.
Seit 1985 ist Haun offiziell als Schauspielerin tätig. Sie hatte Nebenrollen in verschiedenen US-Fernsehserien und Sitcoms, u. a. in Palm Beach-Duo, Überflieger, Immer Ärger mit Dave, Sunset Beach, Desperate Housewives und Melrose Place. In Baywatch – Die Rettungsschwimmer von Malibu war sie 1994 in einer Folge an der Seite von David Hasselhoff zu sehen. Sie hatte außerdem über 40 Auftritte in Jay Lenos Tonight Show. Zu ihren Kinoarbeiten gehören Mel Brooks’ Komödie Dracula – Tot aber glücklich (1995; als brünette Vampirbraut) und die Filmkomödie Take Me Home Tonight (2011), wo sie, im Rollentypus der Cougar, die Store Managerin eines Schallplattenladens spielte. Gelegentlich spielte Haun auch Theater, u. a. beim The Playbox Round Theater, am The Attic Theater in Los Angeles, am Palos Verdes Theater und beim South Coast Repertory Theater.
Darla Haun war auch als TV-Moderatorin und TV-Präsentatorin für Infomercials tätig. Sie stand für über 60 Werbe- und Teleshopping-Sendungen vor der Kamera, in denen sie u. a. Trainingsgeräte, Elektrogeräte und Werkzeuge, Küchengeräte, Reinigungsmittel und Diätnahrung verkaufte. Sie war Präsentatorin des FlavorWave-Backofens gemeinsam mit Mr. T, der Hautpflegeserie Dermablend von L’Oréal und der Kosmetiklinie Adrien Arpel.
Haun arbeitet neben der Schauspielerei seit mittlerweile über 20 Jahren als Model, u. a. für Cunard Kreuzfahrten, die Erkältungsmittel der Marke Zicam und für diverse Kataloge. Sie ist außerdem als Immobilienmaklerin in Kalifornien tätig. Sie engagiert sich ehrenamtlich seit vielen Jahren in Kalifornien für St. Vincent Meals on Wheels, einen Essen-auf-Rädern-Dienst.
Im Jahr 1994 heiratete sie den Kameramann Kim Haun. Ihr bürgerlicher Name ist mittlerweile Haun-Pacheco. Sie lebt in Marina del Rey, Kalifornien.

## Filmografie
- 1990: Red Snow
- 1991; 1992: Palm Beach-Duo (Silk Stalkings; Fernsehserie)
- 1994: Überflieger (Wings; Sitcom)
- 1994: Married People, Single Sex
- 1994: Baywatch – Die Rettungsschwimmer von Malibu (Baywatch; Fernsehserie)
- 1995: Dracula – Tot aber glücklich (Dracula: Dead and Loving it)
- 1995–1996: Night Stand (Fernsehserie)
- 1996: Immer Ärger mit Dave (Dave’s World; Sitcom)
- 1996: Walnut Creek
- 1997: Sunset Beach (Fernsehserie)
- 1997: Jenny (Sitcom)
- 1998: Sex Holiday – Spielarten der Lust (When Passions Collide)
- 2001: Total blond (Totally Blonde)
- 2003: Auf den Spuren von Batman (Return to the Batcave: The Misadventures of Adam and Burt; Fernsehfilm)
- 2009: The Pool Boys
- 2009: Desperate Housewives (Fernsehserie)
- 2009: Melrose Place (Fernsehserie)
- 2011: Take Me Home Tonight
- 2016: 96 Souls